# Alte Reben

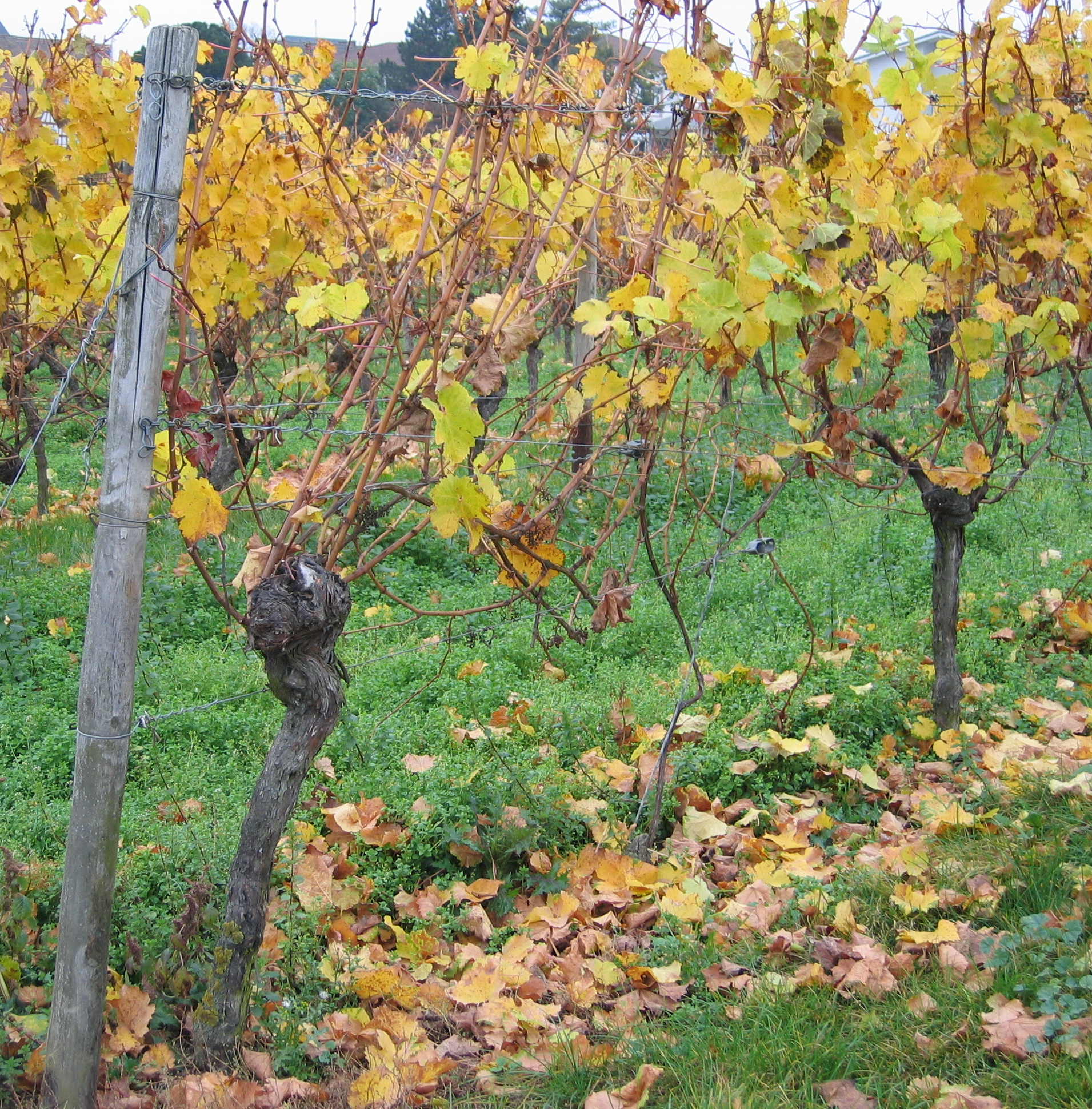
Zwei alte Rieslingreben flankieren links und rechts eine ganz junge Rebe.

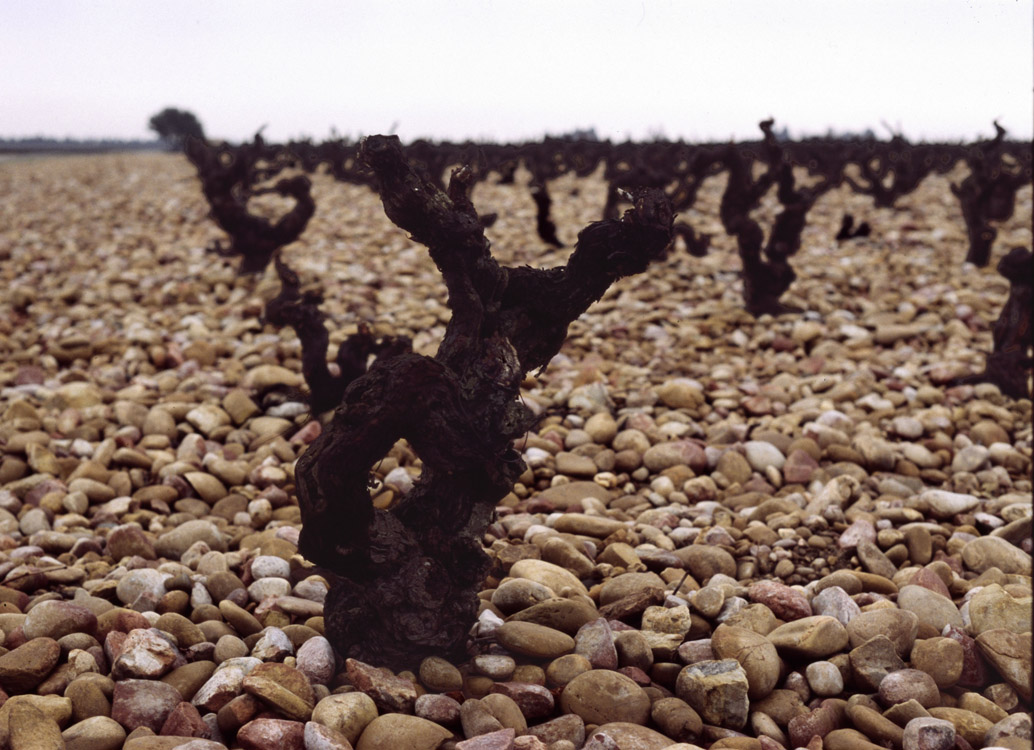
Alte Weinstöcke in drahtloser Goblet-Reberziehung bei Châteauneuf-du-Pape.

Alte Reben (franz.: Vieilles Vignes, engl.: Old Vines) gewinnen im Weinmarketing immer größere Bedeutung. Alte Reben stehen für hohe Qualität, dichtere Aromen, rare und gesuchte Weine zu entsprechenden Preisen. Dementsprechend taucht diese Angabe auf den Weinetiketten immer häufiger auf.
Da diese Bezeichnung nicht geschützt ist, bleibt offen, was „alt“ genau bedeutet und wann ein Wein so genannt werden soll. Dennoch ist diese Kennzeichnung ein recht zuverlässiger Anzeiger für Qualität. In der Regel versteht man darunter Weinstöcke, die mindestens 40 Jahre alt sind. Es gibt Weinstöcke, die 80 oder sogar 100 Jahre alt sind – sie gehören erst recht in diese Kategorie. In Kalifornien gibt es Weingärten mit Zinfandel-Rebstöcken, die teilweise im 19. Jahrhundert gepflanzt wurden. Auch in vereinzelten Lagen in Spanien findet man noch wurzelechte Rebbestände aus der Zeit vor der Reblausplage. Diese vereinzelten Weinstöcke wurden aufgrund besonderer klimatischer Bedingungen, wie großer Hitze und Trockenheit, von der Reblaus verschont. Sie haben heute ein Alter von ca. 120 Jahren erreicht. Die ältesten deutschen Reben – ein Gewürztraminer in der Lage Rhodter Rosengarten – sollen sogar fast 400 Jahre alt sein und befinden sich in Rhodt unter Rietburg in Deutschlands ältestem Weinberg.
Ab einem Alter von circa 20 Jahren nimmt der Ertrag der Weinstöcke deutlich und kontinuierlich ab, dadurch werden die Trauben stärker mit Inhaltsstoffen versorgt und weisen ein dichteres und vielschichtigeres Aroma auf. Allerdings sind diese Weine wegen des niedrigen Ertrags und der Seltenheit alter Weinstöcke – siehe Reblauskatastrophe, bei der nur wenige wurzelechte Weinstöcke überlebt haben – rar und kostspielig.
Für junge Reben gibt es – fast nur in Frankreich – die Bezeichnung „Jeunes Vignes“ (Junge Reben).

## Älteste bekannte Reben
Als älteste bekannte Reben gelten:
- Die Stara Trta in Maribor (Slowenien) ist über 400 Jahre alt
- Die Urrebe in Margreid (Südtirol) wurde nachweislich im Jahre 1601 gepflanzt und ist somit über 400 Jahre alt
- Der Versoaln in Prissian (Südtirol) ist rund 350 Jahre alt und gilt zugleich als die größte Rebe mit einem Pflanzendach von etwa 350 m²